# Harly
Harly – miejscowość i gmina we Francji, w regionie Hauts-de-France, w departamencie Aisne.
Według danych na styczeń 2014 roku gminę zamieszkiwało 1739 osób, a gęstość zaludnienia wynosiła 462,5 osób/km².